# Fed Cup 2011
Fed Cup 2011, oficiálně se jménem sponzora Fed Cup by BNP Paribas 2011, byl 49. ročník ženské tenisové týmové soutěže ve Fed Cupu, v němž startovalo 80 účastníků. Obhájkyně titulu, hráčky Itálie, v předešlém finále hraném 6. – 7. listopadu 2010 v americkém San Diegu zdolaly Spojené státy americké 3:1.
Finále se konalo 5. – 6. listopadu 2011 na moskevském Olympijském stadionu, v němž Rusko podlehlo České republice 2:3.
Vítězem se stala Česká republika, která titul získala po dvaceti třech letech a poprvé v rámci samostatného českého státu. Předchozích pět trofejí družstvo vyhrálo jako Československá socialistická republika.
V českém fedcupovém týmu v roce 2011 startovaly Petra Kvitová, Květa Peschkeová, Lucie Šafářová, Lucie Hradecká, Barbora Záhlavová-Strýcová a Iveta Benešová. Kapitánem družstva byl Petr Pála.

## Světová skupina

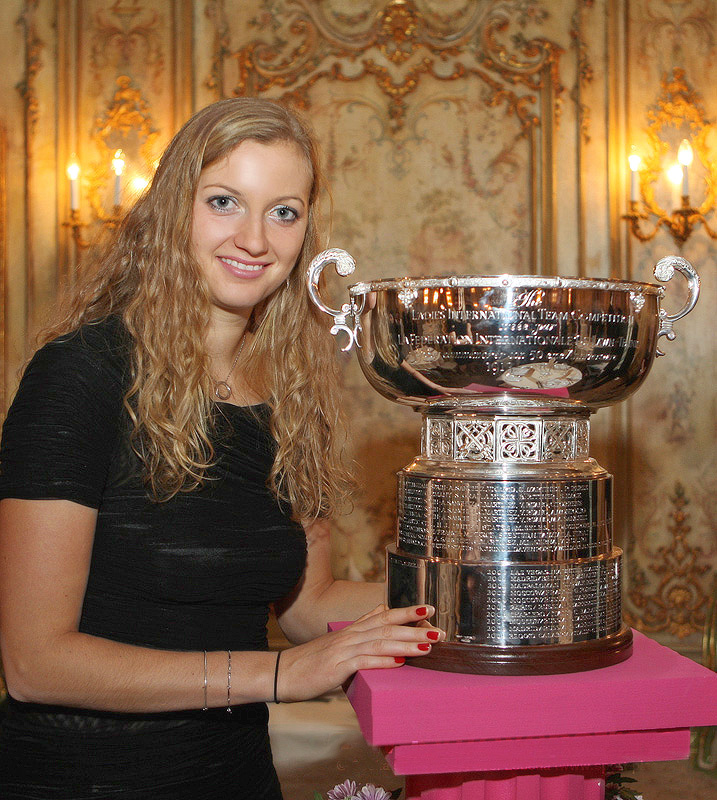
Petra Kvitová s pohárem pro vítězky, Moskva, 6.11.2011

|  | Čtvrtfinále 5.–6. února             | Čtvrtfinále 5.–6. února             | Čtvrtfinále 5.–6. února             |                                     |                                     | Semifinále 16.–17. dubna    | Semifinále 16.–17. dubna    | Semifinále 16.–17. dubna    |                             |                             | Finále 5.–6. listopadu      | Finále 5.–6. listopadu      | Finále 5.–6. listopadu      |                             |                             |
|  |                                     |                                     |                                     |                                     |                                     |                             |                             |                             |                             |                             |                             |                             |                             |                             |                             |
|  | Hobart, Austrálie (venku, tvrdý)    |                                     |                                     |                                     |                                     |                             |                             |                             |                             |                             |                             |                             |                             |                             |                             |
|  | 10                                  | Austrálie                           | 1                                   |                                     |                                     |                             |                             |                             |                             |                             |                             |                             |                             |                             |                             |
|  | 1                                   | Itálie                              | 4                                   |                                     |                                     | Moskva, Rusko (hala, tvrdý) | Moskva, Rusko (hala, tvrdý) | Moskva, Rusko (hala, tvrdý) | Moskva, Rusko (hala, tvrdý) | Moskva, Rusko (hala, tvrdý) |                             |                             |                             |                             |                             |
|  |                                     |                                     |                                     |                                     | 1                                   | Itálie                      | 0                           |                             |                             |                             |                             |                             |                             |                             |                             |
|  | Moskva, Rusko (hala, tvrdý)         | Moskva, Rusko (hala, tvrdý)         | Moskva, Rusko (hala, tvrdý)         | Moskva, Rusko (hala, tvrdý)         |                                     | 3                           | Rusko                       | 5                           |                             |                             |                             |                             |                             |                             |                             |
|  | 3                                   | Rusko                               | 3                                   |                                     |                                     |                             |                             |                             |                             |                             |                             |                             |                             |                             |                             |
|  | 14                                  | Francie                             | 2                                   |                                     |                                     |                             |                             |                             |                             |                             | Moskva, Rusko (hala, tvrdý) | Moskva, Rusko (hala, tvrdý) | Moskva, Rusko (hala, tvrdý) | Moskva, Rusko (hala, tvrdý) | Moskva, Rusko (hala, tvrdý) |
|  |                                     |                                     |                                     |                                     |                                     |                             |                             |                             |                             |                             | 3                           | Rusko                       | 2                           |                             |                             |
|  | Bratislava, Slovensko (hala, tvrdý) | Bratislava, Slovensko (hala, tvrdý) | Bratislava, Slovensko (hala, tvrdý) | Bratislava, Slovensko (hala, tvrdý) | Bratislava, Slovensko (hala, tvrdý) |                             |                             |                             |                             |                             | 4                           | Česko                       | 3                           |                             |                             |
|  | 11                                  | Slovensko                           | 2                                   |                                     |                                     |                             |                             |                             |                             |                             |                             |                             |                             |                             |                             |
|  | 4                                   | Česko                               | 3                                   |                                     |                                     | Charleroi, Belgie           | Charleroi, Belgie           | Charleroi, Belgie           | Charleroi, Belgie           | Charleroi, Belgie           |                             |                             |                             |                             |                             |
|  |                                     |                                     |                                     |                                     | 4                                   | Česko                       | 3                           |                             |                             |                             |                             |                             |                             |                             |                             |
|  | Antverpy, Belgie (hala, tvrdý)      | Antverpy, Belgie (hala, tvrdý)      | Antverpy, Belgie (hala, tvrdý)      | Antverpy, Belgie (hala, tvrdý)      |                                     | 5                           | Belgie                      | 2                           |                             |                             |                             |                             |                             |                             |                             |
|  | 5                                   | Belgie                              | 4                                   |                                     |                                     |                             |                             |                             |                             |                             |                             |                             |                             |                             |                             |
|  | 2                                   | Spojené státy                       | 1                                   |                                     |                                     |                             |                             |                             |                             |                             |                             |                             |                             |                             |                             |

### Finále

#### Rusko vs. Česko
| Rusko, Moskva, Olympijský stadion 5. – 6. listopadu 2011 tvrdý (hala) |  |                                                                        |     |     |     |  |  |  |
| \| 1. \| \| Maria Kirilenková Petra Kvitová \| 2 6 \| 2 6 \| \| \| \| \| \| 2. \| \| Světlana Kuzněcovová Lucie Šafářová \| 6 2 \| 6 3 \| \| \| \| \| \| 3. \| \| Světlana Kuzněcovová Petra Kvitová \| 6 4 \| 2 6 \| 3 6 \| \| \| \| \| 4. \| \| Anastasija Pavljučenkovová Lucie Šafářová \| 6 2 \| 6 4 \| \| \| \| \| \| 5. \| \| Maria Kirilenková / Jelena Vesninová Lucie Hradecká / Květa Peschkeová \| 4 6 \| 2 6 \| \| \| \| \| \| \| \| \| \| \| \| \| \| \| \| \| \| \| \| \| \| \| \| \| \| \| \| \| \| \| \| \| \| \| \| \| \| \| \| \| \| \| \| \| \| \| \| \| \| \| \| \| \| \| |  |                                                                        |     |     |     |  |  |  |
| |  |                                                                        | 1.  | 2.  | 3.  |  |  |  |
| 1. |  | Maria Kirilenková Petra Kvitová                                        | 2 6 | 2 6 |     |  |  |  |
| 2. |  | Světlana Kuzněcovová Lucie Šafářová                                    | 6 2 | 6 3 |     |  |  |  |
| 3. |  | Světlana Kuzněcovová Petra Kvitová                                     | 6 4 | 2 6 | 3 6 |  |  |  |
| 4. |  | Anastasija Pavljučenkovová Lucie Šafářová                              | 6 2 | 6 4 |     |  |  |  |
| 5. |  | Maria Kirilenková / Jelena Vesninová Lucie Hradecká / Květa Peschkeová | 4 6 | 2 6 |     |  |  |  |
| |  |                                                                        |     |     |     |  |  |  |
| |  |                                                                        |     |     |     |  |  |  |
| |  |                                                                        |     |     |     |  |  |  |
| |  |                                                                        |     |     |     |  |  |  |
| |  |                                                                        |     |     |     |  |  |  |

## Baráž Světové skupiny
Čtyři týmy, které prohrály v 1. kole Světové skupiny (Austrálie, Francie, Slovensko a Spojené státy americké) se utkaly v baráži o Světovou skupinu se čtyřmi vítěznými družstvy ze Světové skupiny II (Německo, Srbsko, Španělsko a Ukrajina). Podle tehdy aktuálního žebříčku ITF byly čtyři nejvýše klasifikované týmy nasazeny.
| Baráž Světové skupiny – 16. a 17. dubna | Baráž Světové skupiny – 16. a 17. dubna | Baráž Světové skupiny – 16. a 17. dubna | Baráž Světové skupiny – 16. a 17. dubna |
| Místo konání                            | Domácí                                  | Výsledek                                | Hosté                                   |
| --------------------------------------- | --------------------------------------- | --------------------------------------- | --------------------------------------- |
| Stuttgart, Německo (antuka, hala)       | Německo                                 | 5–0                                     | Spojené státy (1)                       |
| Lleida, Španělsko (antuka, venku)       | Španělsko (2)                           | 4–1                                     | Francie                                 |
| Bratislava, Slovensko (antuka, hala)    | Slovensko (3)                           | 2–3                                     | Srbsko                                  |
| Melbourne, Austrálie (antuka, venku)    | Austrálie (4)                           | 2–3                                     | Ukrajina                                |

## Světová skupina II
Světová skupina II byla druhou nejvyšší úrovní Fed Cupu 2011. Čtyři vítězné týmy sehrály baráž o Světovou skupinu a poražení pak baráž o setrvání v této úrovni soutěže.
| Světová skupina II – 5. a 6. února | Světová skupina II – 5. a 6. února | Světová skupina II – 5. a 6. února | Světová skupina II – 5. a 6. února |
| Místo konání                       | Domácí                             | Výsledek                           | Hosté                              |
| ---------------------------------- | ---------------------------------- | ---------------------------------- | ---------------------------------- |
| Tallinn, Estonsko (tvrdý, hala)    | Estonsko                           | 1–4                                | Španělsko (1)                      |
| Maribor, Slovinsko (antuka, hala)  | Slovinsko                          | 1–4                                | Německo (4)                        |
| Novi Sad, Srbsko (tvrdý, hala)     | Srbsko (3)                         | 3–2                                | Kanada                             |
| Helsingborg, Švédsko (tvrdý, hala) | Švédsko                            | 2–3                                | Ukrajina (2)                       |

## Baráž Světové skupiny II
Čtyři týmy, které prohrály v 1. kole Světové skupiny II (Estonsko, Slovinsko, Kanada a Švédsko) se utkaly v baráži o Světovou skupinu II se čtyřmi kvalifikanty z 1.skupin oblastních zón. Dva týmy se kvalifikovaly z evropsko-africké zóny (Bělorusko a Švýcarsko), jeden z asijsko-oceánské zóny (Japonsko) a jeden z americké zóny (Argentina).
| Baráž Světové skupiny II – 16. a 17. dubna | Baráž Světové skupiny II – 16. a 17. dubna | Baráž Světové skupiny II – 16. a 17. dubna | Baráž Světové skupiny II – 16. a 17. dubna |
| Místo konání                               | Domácí                                     | Výsledek                                   | Hosté                                      |
| ------------------------------------------ | ------------------------------------------ | ------------------------------------------ | ------------------------------------------ |
| Minsk, Bělorusko (tvrdý, hala)             | Bělorusko                                  | 5–0                                        | Estonsko (1)                               |
| Miki, Japonsko (tvrdý, hala)               | Japonsko                                   | 4–0                                        | Argentina (2)                              |
| Koper, Slovinsko (antuka, venku)           | Slovinsko                                  | 3–2                                        | Kanada (3)                                 |
| Lugano, Švýcarsko (antuka, venku)          | Švýcarsko (4)                              | 4–1                                        | Švédsko                                    |

## Americká zóna

### 1. skupina
- Místo konání: Tenis Club Argentino, Buenos Aires, Argentina (antuka, venku)
- Datum: 2. – 5. února

Účastníci
- Argentina – postup do baráže o Světovou skupinu II
- Brazílie
- Bolívie
- Chile – sestup do 2. skupiny Americké zóny
- Kolumbie
- Mexiko – sestup do 2. skupiny Americké zóny
- Paraguay
- Peru

### 2. skupina
- Místo konání: Centro Nacional de Tenis, Santo Domingo, Dominikánská republika (tvrdý, venku)
- Datum: 16. – 22. května

Účastníci
- Bahamy – postup do 1. skupiny Americké zóny
- Kostarika
- Dominikánská republika
- Ekvádor
- Guatemala
- Panama
- Portoriko
- Trinidad a Tobago
- Uruguay
- Venezuela – postup do 1. skupiny Americké zóny

## Zóna Asie a Oceánie

### 1. skupina
- Místo konání: National Tennis Centre, Nonthaburi, Thajsko (tvrdý, venku)
- Datum: 2. – 5. února

Účastníci
- Čína
- Tchaj-wan
- Indonésie – sestup do 2. skupiny zóny Asie a Oceánie
- Japonsko – postup do baraže o Světovou skupinu II
- Kazachstán
- Jižní Korea
- Thajsko
- Uzbekistán

### 2. skupina
- Místo konání: National Tennis Centre, Nonthaburi, Thajsko (tvrdý, venku)
- Datum: 2. – 5. února

Účastníci
- Hongkong
- Indonésie – postup do 1. skupiny zóny Asie a Oceánie
- Kyrgyzstán
- Omán
- Pákistán
- Filipíny
- Singapur
- Turkmenistán

## Zóna Evropy a Afriky

### 1. skupina
- Místo konání: Municipal Tennis Club, Ejlat, Izrael (tvrdý, venku)
- Datum: 2. – 5. února

Účastníci
- Rakousko
- Bělorusko – postup do baraže o Světovou skupinu II
- Bulharsko
- Chorvatsko
- Dánsko – sestup do 2. skupiny zóny Evropy a Afriky
- Velká Británie
- Řecko
- Maďarsko
- Izrael
- Lotyšsko – sestup do 2. skupiny zóny Evropy a Afriky
- Lucembursko
- Nizozemsko
- Polsko
- Rumunsko
- Švýcarsko – postup do baraže o Světovou skupinu II

### 2. skupina
- Místo konání: Smash Tennis Academy, Káhira, Egypt (antuka, venku)
- Datum: 4. – 7. května

Účastníci
- Arménie – sestup do 3. skupiny zóny Evropy a Afriky
- Bosna a Hercegovina – postup do 1. skupiny zóny Evropy a Afriky
- Finsko
- Gruzie
- Maroko – sestup do 3. skupiny zóny Evropy a Afriky
- Portugalsko – postup do 1. skupiny zóny Evropy a Afriky
- Turecko

### 3. skupina
- Místo konání: Smash Tennis Academy, Káhira, Egypt (antuka, venku)
- Datum: 2. – 7. května

Účastníci
- Alžírsko
- Egypt
- Irsko
- Litva
- Moldavsko
- Černá Hora – postup do 2. skupiny zóny Evropy a Afriky
- Norsko
- Jižní Afrika – postup do 2. skupiny zóny Evropy a Afriky
- Tunisko